# Typhlogobius
Typhlogobius is een monotypisch geslacht van straalvinnige vissen uit de familie van grondels (Gobiidae).

## Soort
- Typhlogobius californiensis Steindachner, 1879